# Sinikka Laisaari
Taru Sinikka Laisaari, tidigare Mönkäre, född Toikka 6 mars 1947 i Sippola, är en finländsk socialdemokratisk politiker och läkare. Hon var ledamot av Finlands riksdag 1987–1991 och 1995–2006 och var 1995–2005 minister i regeringarna Lipponen II, Jäätteenmäki och Vanhanen I. Detta gjorde henne till den kvinna som suttit längst som minister i Finland. Hon fick honorärtiteln minister år 2007.
Laisaaris mor dog när hon var två år gammal och fadern togs in på mentalsjukhus på grund av upplevelser under andra världskriget, varefter hon och hennes äldre bror togs om hand av släktingar. Laisaari avlade 1984 doktorsexamen i medicin vid Åbo universitet och arbetade sedan som läkare, specialiserad inom allmän medicin och lungsjukdomar. Hon arbetade 1977–1991 vid Tiuru sjukhus i Joutseno.
Laisaari var social- och hälsovårdsminister 1995–1999 och 2003–2005. Hon var arbetsminister 1999–2000 och handels- och industriminister 2000–2003. Under hennes tid som handels- och industriminister sålde staten sin aktiepost i Partek Corporation till Kone. Hon fick lämna sin ministerpost 2005 när Eero Heinäluoma blev partiordförande för Socialdemokraterna och skulle beredas plats i regeringen.
Laisaari var verkställande direktör för Penningautomatföreningen RAY från 2006 till 2012.

## Utmärkelser
- Kommendörstecknet av Finlands Vita Ros’ orden,  6 december 1997[4]
- Norska förtjänstordens storkors,  1 juli 2001[5]
- Andra graden av Terra Mariana-korsets orden,  16 november 2001[6]

[Redigera Wikidata]